# Smarchowice Wielkie (gmina)
Smarchowice Wielkie – dawna gmina wiejska istniejąca w latach 1945–1954 w woj. wrocławskim i woj. opolskim (dzisiejsze woj. opolskie). Siedzibą władz gminy były Smarchowice Wielkie.
Gmina Smarchowice Wielkie powstała po II wojnie światowej na terenie tzw. Ziem Odzyskanych (tzw. II okręg administracyjny – Dolny Śląsk). 28 czerwca 1946 gmina – jako jednostka administracyjna powiatu namysłowskiego – weszła w skład nowo utworzonego woj. wrocławskiego. 1 września 1946 do gminy Smarchowice Wielkie włączono obszar zlikwidowanej wówczas gminy Minkowskie - wsie Minkowskie, Smarchowice Śląskie i Żaba. 6 lipca 1950 gmina wraz z całym powiatem namysłowskim weszła w skład nowo utworzonego woj. opolskiego.
Według stanu z 1 lipca 1952 gmina składała się z 7 gromad: Łączany, Minkowskie, Nowe Smarchowice, Smarchowice Śląskie, Smarchowice Wielkie, Ziemiłowice i Żaba. Gmina została zniesiona 29 września 1954 wraz z reformą wprowadzającą gromady w miejsce gmin. Jednostki nie przywrócono 1 stycznia 1973 wraz z kolejną reformą reaktywującą gminy, a jej dawny obszar wszedł głównie w skład nowej gminy Namysłów.